# Realisme especulatiu
Realisme especulatiu és un moviment de la filosofia contemporània d'inspiració continental (també coneguda com a filosofia postcontinental) que es defineix de manera lliure en la seva posició de realisme metafísic contra la seva interpretació de les formes dominants de la filosofia postkantiana (o el que anomena "correlacionisme").
El realisme especulatiu pren el seu nom d'una conferència celebrada al Goldsmiths College de la Universitat de Londres l'abril de 2007. La conferència va ser moderada per Alberto Toscano de Goldsmiths College i va comptar amb les presentacions de Ray Brassier de la Universitat Americana de Beirut (aleshores a la Universitat de Middlesex ), Iain Hamilton Grant de la Universitat de l'oest d'Anglaterra, Graham Harman de la Universitat Americana del Caire i Quentin Meillassoux de l'⁣École Normale Supérieure de París. El crèdit per al nom de "realisme especulatiu" s'atribueix generalment a Brassier, encara que Meillassoux ja havia utilitzat el terme "materialisme especulatiu" per descriure la seva pròpia posició.
Una segona conferència, titulada "Speculative Realism/Speculative Materialism", va tenir lloc a la UWE Bristol el divendres 24 d'abril de 2009, dos anys després de l'esdeveniment original a Goldsmiths. L'alineació estava formada per Ray Brassier, Iain Hamilton Grant, Graham Harman i (en lloc de Meillassoux, que no va poder assistir) Alberto Toscano.
El 23 d'abril de 2010 es va celebrar una tercera conferència, titulada "Ontologia orientada a objectes: un simposi", a l'Escola de Literatura, Comunicació i Cultura de l'Institut Tecnològic de Geòrgia (ara Escola de Literatura, Mitjans de Comunicació i Comunicació) el 23 d'abril de 2010. Aquest simposi va ser organitzat per Ian Bogost i va incloure Levi Bryant, Graham Harman, Steven Shaviro, Hugh Crawford, Carl DiSalvo, John Johnston, Barbara Maria Stafford i Eugene Thacker.
Tot i que l'estatus del realisme especulatiu ha guanyat una popularitat important, hi ha posicions filosòfiques que alguns consideren anàlogues. Segons l'avançat de Graham Harman al Manifest del nou realisme de Maurizio Ferraris, els escrits contemporanis en "nou realisme" són temàticament paral·lels al realisme especulatiu, compartint temes i interessos comuns. Harman afirma que va ser una "injustícia inadvertida" no incloure les idees de Ferraris entre els realistes continentals contemporanis, ja que havia mantingut aquesta posició filosòfica abans que els realistes especulatius en un moment en què el realisme en la tradició continental era un compromís "més solitari". No obstant això, malgrat interessos anàlegs, les dues perspectives del realisme segueixen sent majoritàriament converses separades. A Histèresi un llibre publicat a la sèrie de Realisme especulatiu d'Edimburg, Ferraris va posicionar els seus pensaments de manera més explícita en relació amb les obres de molts dels noms esmentats anteriorment. Fa una crítica semblant a la de Kant de Meillassoux.

## Crítica al correlacionisme
Encara que sovint estan en desacord sobre qüestions filosòfiques bàsiques, els pensadors realistes especulatius tenen una resistència compartida a allò que interpreten com a filosofies de la finitud humana inspirades en la tradició d'Immanuel Kant.
El que uneix els quatre membres centrals del moviment és un intent de superar tant el "correlacionisme" com les "filosofies d' accés⁣". Els quatre pensadors centrals del realisme especulatiu treballen per capgirar aquestes formes de filosofia que privilegien l'ésser humà, afavorint diferents formes de realisme enfront de les formes dominants d'idealisme en bona part de la filosofia continental contemporània.
A After Finitude, Meillassoux defineix el correlacionisme com "la idea segons la qual només tenim accés a la correlació entre pensar i ser, i mai a cap dels termes considerats a part de l'altre". Les filosofies d'accés són qualssevol d'aquelles filosofies que privilegien l'ésser humà per sobre d'altres entitats. Per als realistes especulatius, ambdues idees representen formes d'⁣antropocentrisme. Moltes crítiques sobre el correlacionisme i les filosofies d'accés solen criticar l'associació excessiva de l'ontologia amb la fenomenologia centrada en l'ésser humà. El nou realisme, en última instància, és criticar el pensament i l'associació de l'ésser, i com a tal es troba dins de la mateixa conversa. Tanmateix, Ferraris aborda aquest problema de manera lleugerament diferent que Meillassoux. Ferraris estructura la seva crítica a l'associació "pensar i ser" en relació amb les àrees d'epistemologia i ontologia respectivament en lloc de la fenomenologia i l'ontologia.

## Variacions
Tot i que compartim l'objectiu de capgirar els fils dominants del pensament postkantià en la filosofia continental, hi ha diferències importants que separen els membres bàsics del moviment realista especulatiu i els seus seguidors.

### Materialisme especulatiu
En la seva crítica al correlacionisme, Quentin Meillassoux (que utilitza el terme materialisme especulatiu per descriure la seva posició) troba dos principis com el focus de la filosofia de Kant. El primer és el mateix principi de correlació, que afirma essencialment que només podem conèixer el correlat de Pensament i Ser; el que hi ha fora d'aquest correlat és incognoscible. El segon és denominat per Meillassoux com a principi de facialitat, que estableix que les coses podrien ser d'una altra manera del que són. Aquest principi és defensat per Kant en la seva defensa de la cosa en si com a incognoscible però imaginable. Ens podem imaginar que la realitat és fonamentalment diferent encara que mai no coneguim aquesta realitat. Segons Meillassoux, la defensa d'ambdós principis porta a un correlacionisme "feble" (com els de Kant i Husserl), mentre que el rebuig de la cosa en si mateixa porta al correlacionisme "fort" de pensadors com el difunt Ludwig Wittgenstein i el difunt Martin Heidegger, per als quals no té sentit suposar que no hi hagi res de correlació fora del pensament. i, per tant, s'elimina el principi de facialitat a favor d'un principi de correlació reforçat.
Meillassoux segueix la tàctica oposada en rebutjar el principi de correlació pel bé d'un principi reforçat de facticialitat en el seu retorn postkantià a Hume. Argumentant a favor d'aquest principi, Meillassoux es veu portat a rebutjar la necessitat no només de totes les lleis físiques de la naturalesa, sinó de totes les lleis lògiques, excepte el Principi de no-contradicció (ja que eliminar-ho soscava el Principi de Facialitat que afirma que les coses sempre poden ser d'una altra manera del que són). En rebutjar el principi de raó suficient, no hi pot haver cap justificació per a la necessitat de les lleis físiques, és a dir, que si bé l'univers es pot ordenar d'una manera o una altra, no hi ha cap raó perquè no pugui ser d'una altra manera. Meillassoux rebutja l'a priori kantià a favor d'un a priori humeà, afirmant que la lliçó que cal aprendre de Hume sobre el tema de la causalitat és que "la mateixa causa pot provocar en realitat 'cent esdeveniments diferents' (i fins i tot molts més)".
El fonament principal des del qual Meillassoux amplia la resta de la seva teoria argumentant un principi: la necessitat de la contingència mateixa. És a dir, l'únic objectivament necessari és que cap cosa/objecte no sigui necessari per a cada subjecte. Per tant, totes les coses són contingents. A partir d'això com a posició objectiva, reelabora una metafísica de la ciència i la tecnologia que recupera el que ell anomena esdeveniments ancestrals: esdeveniments materialment reals que es produeixen fora de la subjectivitat fenomenològica. Afirma que sense l'objectivitat de la contingència, un filòsof de la metafísica hauria de rebutjar que esdeveniments com el Big Bang siguin legítims. Tot i que alguns han argumentat que el problema no és que aquests esdeveniments ancestrals estiguin fora de les nocions humanes del temps, ja que molts exemples d'aquests esdeveniments de fet tenen dades materialment sensibles que els situen en termes d'interpretacions humanes del temps, sinó que s'aplica amb més força a coses reals que no són observables empíricament: per exemple, quarks o informació genètica. Encara que no està totalment compromès amb el materialisme especulatiu, Yuk Hui fa referència i utilitza una línia de raonament anàloga a Recursivitat i contingència en el seu desenvolupament de la cosmotècnia, i treballa activament dins de llinatges filosòfics similars.

### Ontologia orientada a objectes
El principi central de l'ontologia orientada a objectes (OOO) de Graham Harman i Levi Bryant és que els objectes s'han descuidat en filosofia a favor d'una "filosofia radical" que intenta "soscavar" els objectes dient que els objectes són les escorces d'una realitat subjacent més profunda, sigui en forma de monisme o d'aquells fluxos perpetus per "saminar" els objectes per "perpetuar". L'objecte sencer és una forma d'⁣ontologia popular. Segons Harman, tot és un objecte, ja sigui una bústia, una radiació electromagnètica, un espai-temps corbat, la Mancomunitat de Nacions o una actitud propositiva; totes les coses, siguin físiques o fictícies, són igualment objectes. Simpàtic amb el panpsiquisme, Harman proposa una nova disciplina filosòfica anomenada "psicologia especulativa" dedicada a investigar les "capes còsmiques de la psique" i "extremar la realitat psíquica específica dels cucs de terra, la pols, els exèrcits, el guix i la pedra".
Harman defensa una versió de la noció aristotèlica de substància. A diferència de Leibniz, per a qui hi havia substàncies i agregats, Harman sosté que quan els objectes es combinen, creen nous objectes. D'aquesta manera, defensa una metafísica a priori que afirma que la realitat només està formada per objectes i que no hi ha "fons" a la sèrie d'objectes. Per a Harman, un objecte és en si mateix un recés infinit, incognoscible i inaccessible per qualsevol altra cosa. Això porta a la seva explicació del que ell anomena "causalitat vicària". Inspirat pels ocasionals de la filosofia islàmica medieval, Harman sosté que mai dos objectes poden interactuar excepte a través de la mediació d'un "vicari sensual". Hi ha dos tipus d'objectes, doncs, per a Harman: els objectes reals i els objectes sensuals que permeten la interacció. Els primers són les coses de la vida quotidiana, mentre que els segons són les caricatures que intervenien la interacció. Per exemple, quan el foc crema cotó, Harman argumenta que el foc no toca l'essència d'aquest cotó que és inesgotable per qualsevol relació, sinó que la interacció està mediada per una caricatura del cotó que fa que es cremi.

### Materialisme transcendental
Iain Hamilton Grant defensa una posició que anomena materialisme transcendental. Argumenta en contra del que anomena "somatisme", la filosofia i la física dels cossos. A les seves Filosofies de la natura després de Schelling, Grant explica una nova història de la filosofia des de Plató en endavant basada en la definició de la matèria. Aristòtil va distingir entre Forma i Matèria de tal manera que la Matèria era invisible per a la filosofia, mentre que Grant defensa un retorn a la Matèria Platònica no només com a elements bàsics de la realitat, sinó com a les forces i poders que governen la nostra realitat. Rastreja aquest mateix argument als idealistes alemanys postkantians Johann Gottlieb Fichte i Friedrich Wilhelm Joseph Schelling, afirmant que la distinció entre la matèria com a ficció substantiva i útil perdura fins als nostres dies i que hauríem d'acabar amb els nostres intents de capgirar Plató i, en canvi, intentar capgirar Kant i tornar a la "física especulativa", que és una tradició platònica, no corporal. "Física del Tot".
Eugene Thacker ha examinat com el concepte de La "vida mateixa" està tan determinada dins de la filosofia regional com també com la "vida mateixa" arriba a adquirir propietats metafísiques. El seu llibre After Life mostra com l'ontologia de la vida opera a través d'una escissió entre "Vida" i "el viu", fent possible un "desplaçament metafísic" en què la vida es pensa a través d'un altre terme metafísic, com ara temps, forma o esperit: "Tota ontologia de la vida pensa la vida en termes d'alguna cosa que no és la vida... i causalitat, o esperit i immanència" Thacker recorre aquest tema des d'Aristòtil, fins a l'escolàstica i el misticisme/teologia negativa, passant per Spinoza i Kant, mostrant com aquest triple desplaçament també és viu en la filosofia d'avui (la vida com a filosofia de temps en procés i el deleuzianisme, la vida com a pensament postsecular de la religió en l'esperit biofilòsic). Thacker examina la relació del realisme especulatiu amb l'ontologia de la vida, defensant una "correlació vitalista": que una correlació vitalista és aquella que no conserva la necessitat dual correlacionista de la separació i la inseparabilitat del pensament i l'objecte, el jo i el món, i que ho fa basant-se en alguna noció ontologitzada de "vida": "La vida no és només un problema de filosofia, sinó un problema de filosofia".
Dins d'aquest grup han sorgit altres pensadors, units en la seva fidelitat al que s'ha conegut com a "filosofia del procés", reunint-se al voltant de pensadors com Schelling, Bergson, Whitehead i Deleuze, entre d'altres. Un exemple recent el trobem al llibre Sense criteris de Steven Shaviro: Kant, Whitehead, Deleuze i estètica, que defensa un enfocament basat en processos que comporti tant el panpsiquisme com el vitalisme o l'animisme. Per a Shaviro, és la filosofia de les prehensions i el nexe de Whitehead la que ofereix la millor combinació de filosofia continental i analítica. Un altre exemple recent es troba al llibre de Jane Bennett Matèria vibrant, que defensa un canvi de les relacions humanes a les coses, a una "matèria vibrant" que travessa els cossos vius i no vius, els cossos humans i els cossos no humans. Leon Niemoczynski, al seu llibre Charles Sanders Peirce and a Religious Metaphysics of Nature, invoca el que ell anomena "naturalisme especulatiu" per argumentar que la natura pot permetre'ns línies d'informació sobre el seu propi terreny "vibrant" infinitament productiu, que ell identifica com a natura naturans.

### Nihilisme transcendental
A Nihil Unbound: Enlightenment and Extinction, Ray Brassier defensa el que Michael Austin, Paul Ennis i Fabio Gironi anomenen nihilisme transcendental. Sosté que la filosofia ha evitat la idea traumàtica de l'l'extinció, intentant, en canvi, trobar sentit en un món condicionat per la idea mateixa de la seva pròpia aniquilació. Així Brassier critica tant els fils fenomenològics i hermenèutics de la filosofia continental com la vitalitat de pensadors com Gilles Deleuze, que treballen per arreglar el sentit al món i evitar l'«amenaça» del nihilisme. En canvi, basant-se en pensadors com Alain Badiou, François Laruelle, Paul Churchland i Thomas Metzinger, Brassier defensa una visió del món com a inherentment desproveïda de significat. És a dir, més que evitar el nihilisme, Brassier l'abraça com la veritat de la realitat. Brassier conclou de les seves lectures de Badiou i Laruelle que l'univers es basa en el no-res, però també que la filosofia és l'"òrgan de l'extinció", que és només perquè la vida està condicionada per la seva pròpia extinció que hi ha pensament en absolut. Brassier defensa aleshores una filosofia radicalment anti-correlacionista que proposa que el pensament no està unit amb l'ésser, sinó amb el no-ser.
Aquesta tendència nihilista dins del pensament especulatiu ha estat simultàniament acceptada i rebutjada per Drew M. Dalton. Per a Dalton, tot i que l'ésser inevitablement ha de ser reconegut com un moviment cap al no-ser, o el que ell anomena "inconvenient", argumenta que el fet ontològic de l'aniquilació no necessàriament aniquila o invalida els intents humans de derivar o desenvolupar valors normatius o significats metafísics sintètics de la naturalesa de l'ésser. En canvi, afirma, fonamenta la possibilitat de veure en "inconvenient" un altre conjunt de significats i valors tots junts. Per tant, el seu suggeriment que un compte complet amb el fet de l'aniquilació no hauria de donar lloc a "la nihilació de la metafísica", sinó al desenvolupament d'una "metafísica de l'aniquilació". Això és una cosa que intenta aconseguir en el seu The Matter of Evil: From Speculative Realism to Ethical Pessimism.

## Polèmica sobre un "moviment filosòfic"
En una entrevista a la revista Kronos publicada el març de 2011, Ray Brassier va negar que existeixi un "moviment realista especulatiu" i es va distanciar fermament dels que continuen vinculant-se a la marca:
| « | (anglès) The "speculative realist movement" exists only in the imaginations of a group of bloggers promoting an agenda for which I have no sympathy whatsoever: actor-network theory spiced with pan-psychist metaphysics and morsels of process philosophy. I don't believe the internet is an appropriate medium for serious philosophical debate; nor do I believe it is acceptable to try to concoct a philosophical movement online by using blogs to exploit the misguided enthusiasm of impressionable graduate students. I agree with Deleuze's remark that ultimately the most basic task of philosophy is to impede stupidity, so I see little philosophical merit in a "movement" whose most signal achievement thus far is to have generated an online orgy of stupidity. | (català) El "moviment realista especulatiu" només existeix en la imaginació d'un grup de blocaires que promouen una agenda per la qual no tinc cap simpatia: la teoria de l'actor-xarxa condimentada amb metafísica panpsiquista i bocins de filosofia de procés. No crec que Internet sigui un mitjà adequat per a un debat filosòfic seriós; Tampoc crec que sigui acceptable intentar inventar un moviment filosòfic en línia mitjançant l'ús de blocs per explotar l'entusiasme equivocat dels estudiants graduats impressionables. Estic d'acord amb l'observació de Deleuze que, en última instància, la tasca més bàsica de la filosofia és impedir l'estupidesa, així que veig poc mèrit filosòfic en un "moviment" el més destacat assoliment del qual fins ara és haver generat una orgia d'estupidesa en línia. | » |

A més, Brassier suggereix que un moviment filosòfic no es pot lligar de manera creïble a un simple anti-correlacionisme. Malgrat això, molts dels que discuteixen diferents enfocaments per escapar del cicle correlacionista de Meillassoux, suggereixen un discurs filosòfic actiu sobre un tema concret. El treball d'Ian Bogost, Alien Phenomenology, replanteja quina seria la fenomenologia OOO, mentre que altres argumenten que OOO rebutja la fenomenologia de manera rotunda. De la mateixa manera, Steven Shaviro avala activament el panpsiquisme i reafirma el seu suport anterior a la filosofia del procés, rebutjant certs aspectes de l'obra de Harman i les crítiques de Brassier sobre l'existència d'un moviment. A més, Vibrant Matter de Jane Bennett també permet formes de fenomenologia com exemplifica a través de diversos capítols. En fer-ho, aquests autors suggereixen alguna forma de fenomenologia en el realisme especulatiu malgrat el rebuig de la filosofia correlacionista.
Com a tal, una de les controvèrsies fonamentals dins del realisme especulatiu és menys acord o desacord sobre el correlacionisme com a problema, sinó que és una discussió sobre la viabilitat o necessitat de les filosofies de la fenomenologia i la cognició després d'haver estat separades de les filosofies de l'ontologia. Sobre aquest debat, Harman i Meillassoux suggereixen que no hi ha necessitat de fenomenologia, mentre que Shaviro, Bennett i Bogost suggereixen que una separació de l'anticorrelació de l'ontologia i la fenomenologia no fa que cap siguin temes filosòfics buits.
Una altra controvèrsia és la importància que tenen la filosofia del procés i la filosofia especulativa d'⁣Alfred North Whitehead per a l'anticorrelacionisme. Si bé Meillassoux associa l'anticorrelacionisme al "materialisme especulatiu", no cita Whitehead en associació en el desenvolupament de After Finitude. A més, les declaracions anteriors de Brassier suggereixen que rebutja l'associació. Tanmateix, entre Shaviro, Strengers i molts altres, l'associació de Whitehead és en gran manera coherent amb l'anticorrelacionisme i, per tant, continua sent una valuosa inspiració.

## Publicacions
El realisme especulatiu té estrets lligams amb la revista Collapse, que va publicar les actes de la conferència inaugural a Goldsmiths i ha presentat nombrosos altres articles de pensadors "Speculative Realist"; igual que la revista acadèmica Pli, editada i produïda per membres de la Graduate School del Departament de Filosofia de la Universitat de Warwick. La revista Speculations, fundada l'any 2010 publicada per Punctum Books, publica regularment articles relacionats amb el realisme especulatiu. Edinburgh University Press publica una sèrie de llibres anomenada Realisme especulatiu.
El 2013, la revista Anarchist Developments in Cultural Studies va publicar un número especial sobre el tema en relació amb l'anarquisme.
Entre el 2019 i el 2021, la revista De Gruyter Open Access, Open Philosophy, va publicar tres números especials sobre ontologia orientada a objectes i els seus crítics.

## Presència a Internet
El realisme especulatiu destaca per la seva ràpida expansió a través d'⁣Internet en forma de blocs. Els llocs web s'han format com a recursos per a assaigs, conferències i futurs llibres planificats per part del moviment realista especulatiu. Molts altres blocs, així com pòdcasts, han sorgit amb material original sobre realisme especulatiu o ampliant els seus temes i idees.

### Realistes especulatius notables
- Ian Bogost
- Levi Bryant
- Drew M. Dalton
- Manuel DeLanda
- Tristan Garcia
- Iain Hamilton Grant
- Graham Harman
- Adrian Johnston
- Katerina Kolozova
- Nick Land
- Quentin Meillassoux
- Reza Negarestani
- Steven Shaviro
- Nick Srnicek
- Isabelle Stengers
- Eugene Thacker